# Acmaeops
Acmaeops is een kevergeslacht uit de familie van de boktorren (Cerambycidae). De wetenschappelijke naam van het geslacht werd voor het eerst geldig gepubliceerd in 1850 door LeConte.

## Soorten
Acmaeops omvat de volgende soorten:
- Acmaeops angusticollis (Gebler, 1833)
- Acmaeops brachyptera Daniel K. & Daniel J., 1898
- Acmaeops discoideus (Haldeman, 1847)
- Acmaeops marginatus (Fabricius, 1781)
- Acmaeops pratensis (Laicharting, 1784)
- Acmaeops proteus (Kirby, 1837)
- Acmaeops septentrionis (Thomson C. G., 1866)
- Acmaeops smaragdulus (Fabricius, 1793)